# Clemency Burton-Hill
Clemency Burton-Hill (ur. 1 lipca 1981 w Londynie) – angielska prezenterka, dziennikarka, autorka, aktorka i skrzypaczka. Popularyzatorka muzyki klasycznej w BBC.

## Wykształcenie
Burton-Hill zaczęła grać na skrzypcach w dzieciństwie, ucząc się w London Suzuki Group. Była stypendystką w St Paul’s Girls 'School i Westminster School. Otrzymała też stypendium Royal College of Music, a także nagrodę Hugh Bean Violin Prize.
Studiowała również filologię angielską w Magdalene College w Cambridge.

## Kariera filmowa
W latach 1997–2007 Burton-Hill występowała w takich produkcjach jak Dream Team (1997–98), The Last of the Blonde Bombshells (2000), Morderstwa w Midsomer (2004), Supernova (2005), Muszkieterka (2005), Hustle (2006), Party Animals (2007).
W filmie Książę i ja 2: Królewskie wesele (2006) zagrała w roli Kristin, rywalki głównej bohaterki.

## Kariera telewizyjna i radiowa
Od 2008 Burton-Hill występuje w BBC, specjalizując się w muzyce klasycznej. Należy do zespołu prezenterów podczas Proms. Przeprowadza m.in. wywiady z wykonawcami i kompozytorami. Od 2009 prowadziła weekendowy program śniadaniowy w BBC Radio 3 poświęcony muzyce klasycznej.
W latach 2009–2015 prowadziła The Culture Show w telewizji BBC Two, prezentując filmy o muzyce, operze, jazzie, teatrze i książkach.
Dla BBC przygotowała też wiele filmów dokumentalnych, m.in. Stradivarius and Me i Who’s Yehudi – z okazji setnych urodzin Yehudi Menuhina, z którym również pobierała lekcje gry na skrzypcach jako nastolatka.
W maju 2018 Burton-Hill została dyrektorem kreatywnym w nowojorskiej stacji WQXR-FM z muzyką klasyczną.
W lipcu 2018 rozpoczęła cotygodniowy podcast dla BBC Radio 3 pt. „Classical Fix”.

## Kariera dziennikarska
Burton-Hill jako autor pisała dla takich czasopism jak Vogue, The Economist, The Guardian, The Observer, The Independent, The Sunday Times, The Sunday Telegraph, The Times Literary Supplement, The Spectator, The Daily Telegraph, Elle i The Mail on Sunday.
W styczniu 2009 ukazała się jej pierwsza powieść, The Other Side of the Stars, kolejną była All The Things You Are z 2013.
W październiku 2017 ukazała się jej pierwsza książka non-fiction, Year of Wonder: Classical Music for Every Day, wydana przez Headline Home. W jej ramach przedstawiła roczny plan słuchania muzyki poważnej. W grudniu 2021 ukazała się jej kontynuacja: Another Year of Wonder.
W 2022 otrzymała Order Imperium Brytyjskiego V klasy (M.B.E.) za działalność dziennikarską w Wielkiej Brytanii i Stanach Zjednoczonych.

## Życie prywatne
Burton-Hill jest córką jednego z dyrektorów BBC, Humphreya Burtona, lecz dorastała wraz z matką Gillian Hawser. Ojca poznała dopiero w wieku dwudziestu kilku lat.
W 2008 Burton-Hill wyszła za mąż za Jamesa Roscoe, brytyjskiego dyplomatę. Mają dwóch synów.
20 stycznia 2020 roku przeszła wylew krwi do mózgu. Była nieprzytomna przez 17 dni, stosowano wobec niej fizjoterapię opartą na muzyce. Uczyła się ponownie mówić. Po roku od wypadku, 20 stycznia 2021 ukazał się z nią pierwszy wywiad w BBC Radio 4.